# Olivier Supiot
Pour les articles homonymes, voir Supiot.
Olivier Supiot, né le 7 mai 1971 à Angers, est un dessinateur et scénariste de bande dessinée français.

## Biographie
Natif d'Angers, Olivier Supiot a fait des études d'Arts graphiques à Tours. En 2003, il obtient le Prix du meilleur dessin au Festival d'Angoulême pour l'album Le Dérisoire.

## Œuvre
- Les Aventures oubliées du baron de Münchhausen, scénario et dessins d'Olivier Supiot, Vents d'Ouest, collection Équinoxe

1. Les Orientales, 2006  (ISBN 2-7493-0261-7)
2. Les Amériques, 2007  (ISBN 978-2-7493-0393-2)
3. Chinoiseries, 2008  (ISBN 978-2-7493-0451-9)

- Erzurum, scénario d'Olivier Supiot, dessins d'Olivier Martin, Le Cycliste, collection Comix, 1999  (ISBN 2-912249-10-4)
- Le Narval, scénario d'Olivier Supiot, dessins de Boris Beuzelin, Glénat, collection Treize étrange,

1. L'Homme de fond, 2010  (ISBN 978-2-7234-7170-1)[2]
2. Terrain vague, 2010  (ISBN 978-2-7234-7410-8)[3]

- Tatoo, scénario et dessins d'Olivier Supiot, Milan Jeunesse, collection Petit Bonum

1. Au zoo, 2008  (ISBN 978-2-7459-3417-8)
2. À la ferme, 2009  (ISBN 978-2-7459-3882-4)

- Un amour de marmelade, scénario et dessins d'Olivier Supiot, Glénat, collection 1000 Feuilles, 2011  (ISBN 978-2-7234-7373-6)
- La Bande à Tchô !, T.04, scénario collectif, Glénat, 2001
- Carrément Bruxelles - Ronduit Brussel, scénario de Paul Herman, dessins de Michel Pierret, Jean-François Charles, Barly Baruti, Vincent Dutreuil, Jean-Luc Cornette, Jeanlouis Boccar, Étienne Schréder, Olivier Supiot, Éric Gorski, Stéphane Gemine, Isaac Wens, Laurent Siefer, Jean-Marc Dubois, Éric Warnauts, Godi, Hermann, Frédéric Pontarolo, Ersel, Griffo, Benoît Roels, Daniel Hulet, Jean-Yves Delitte, Séraphine, Marc-Renier, Séra, Jacques Denoël et Franckie Alarçon, Glénat, coll. « Carrément 20/20 », 2005  (ISBN 2-87176-218-X)
- Le Dérisoire, scénario d'Éric Omond, dessins d'Olivier Supiot, Glénat, coll. « Carrément BD », 2002  (ISBN 2-7234-3567-9)[4],[5],[6].
- Féroce, scénario d'Éric Omond, dessins d'Olivier Supiot, Glénat, collection Carrément BD, 2005  (ISBN 2-7234-4356-6)
- Marie Frisson, scénario d'Éric Baptizat (tomes 1 à 6) puis Téhem, dessins d'Olivier Supiot, Glénat, collection Tchô! La collec… (à partir du tome 2)

1. Il est revenu le temps du muguet, 1999  (ISBN 2-7234-2903-2)
2. Tombe la neige…, 2000  (ISBN 2-7234-3143-6)[7]
3. Retiens la nuit…, 2001  (ISBN 2-7234-3489-3)
4. Comme un ouragan, 2002  (ISBN 2-7234-4005-2)
5. En rouge et noir,  (ISBN 2-7234-4198-9)
6. Je te survivrai [8], 2004  (ISBN 2-7234-4538-0)
7. Nuit magique, 2005  (ISBN 2-7234-5115-1)

- Les Petites Histoires de Mazé, scénario de Téhem, dessins de Lucie Durbiano, Téhem, Olivier Supiot, Gildo, Fañch, Dam, Johann Benoît, Ville de Mazé, 2012  (ISBN 978-2-9542049-0-1)
- Même pas peur !, scénario collectif, dessins d'Olivier Supiot, École Auguste Renoir, 2008
- Le Vaillant soldat de plomb[9], scénario d'Hélène Beney, Bamboo Édition (2013)
- La Patrouille des invisibles, scénario et dessins d'Olivier Supiot, Glénat colection 1000 feuilles, 2014
- Pieter et le lokken,  scénario Olivier Ka, dessin & couleur Olivier Supiot, Éditions Delcourt, 2015
- Le Cheval qui ne voulait plus être une œuvre d'art, Delcourt-Musée du Louvre, 2016

## Récompenses
- 1997 : Alph-Art graine de pro au festival d'Angoulême
- 2002 : prix Nouvelle République du festival Bd Boum pour Le Dérisoire au édition Glénat
- 2003 : Prix du dessin au festival d'Angoulême pour Le Dérisoire.